# Pale (liturgie)
Pour les articles homonymes, voir Pale (homonymie).

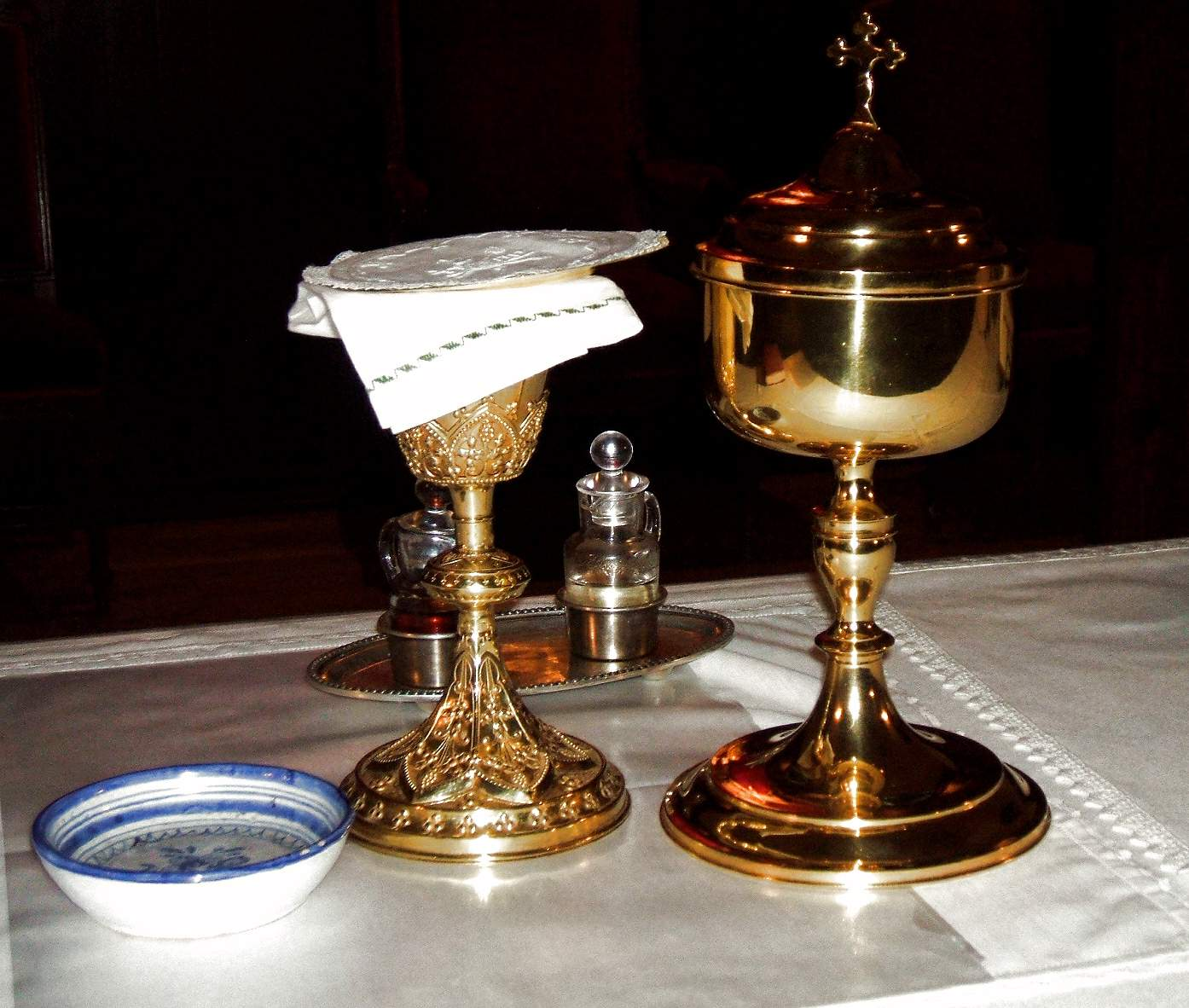
calice et pale

La pale est une pièce carrée très rigide, d'environ 12 à 15 cm de côté (le plus souvent), généralement constituée d'un morceau de carton enveloppé dans un tissu blanc (qui peut aussi être un peu décoré et brodé). Elle est destinée à être posée sur le calice pendant la messe afin de protéger son contenu des poussières ou insectes qui pourraient y tomber.

## Histoire

Pale du dernier quart du XVe siècle conservée au Musée du Couvent Sainte-Catherine à Utrecht

La pratique de couvrir le calice pour éviter que n'y tombent des particules est ancienne. Cependant, cela se pratiquait jusqu'assez tard dans le Moyen Âge au moyen d'un corporal, qui rappelait ainsi le linceul du Christ. 
Les premiers témoins de la pale à la place du corporal remontent seulement au milieu du XVe siècle, dans l'iconographie mais aussi dans les inventaires de trésors d'église ; quelques exemples de cette époque subsistent, par exemple au Musée des Tissus de Lyon ou au Musée du couvent Sainte-Catherine d'Utrecht. Le symbolisme du voilement du calice et le rappel de l'ensevelissement du Christ disparaissent alors au profit de la visibilité du calice, qui s'inscrit dans le mouvement plus large du besoin de voir les choses sacrées dont participe aussi le développement de l'élévation.

## Description
Au début et à la fin de la messe, la pale est posée sur la patène, elle-même posée sur le calice recouvert du purificatoire : elle assure ainsi au voile de calice un tombé correct et caractéristique.
Autrefois, pour laver une pale, il fallait découdre le tissu pour retirer le carton. Il en existe maintenant qui sont "déhoussables". 